# Orsilochides
Orsilochides is een geslacht van wantsen uit de familie van de Scutelleridae (Pantserwantsen). Het geslacht werd voor het eerst wetenschappelijk beschreven door George Willis Kirkaldy in 1909.

## Soorten
Het genus bevat de volgende soorten:

- Orsilochides guttata (Herrich-Schaeffer, 1839)
- Orsilochides leucoptera (Germar, 1839)
- Orsilochides variabilis (Herrich-Schaeffer, 1837)